# Словацкий контингент в Косово
Словацкий военный контингент KFOR — подразделение вооружённых сил Словакии, в 1999-2010 гг действовавшее на территории Косово.

## История
После начала летом 1999 года операции НАТО по стабилизации обстановки в Косово и Метохии, военно-политическое руководство Словакии приняло решение о участии в операции и 7 сентября 1999 года направило подразделение из 40 солдат в состав сил KFOR.
С 2001 года в Косово находилась одна механизированная рота армии Словакии (которая входила в состав объединённого батальона Чехии и Словакии).
19 января 2006 года вылетевший из международного аэропорта в Приштине самолёт Ан-26-100 военно-воздушных сил Словакии (доставлявший сменившихся военнослужащих из Косово в Словакию) разбился в горно-лесной местности в северной части Венгрии в 20 км от аэродрома Кошице, на котором должен был приземлиться. Погибли 42 из 43 человек, находившихся на борту, лейтенант Martin Farkaš был травмирован и госпитализирован.
Начавшийся в 2008 году экономический кризис осложнил положение в стране и привёл к сокращению государственных расходов (в том числе, военных расходов). 14 декабря 2009 года начальник генерального штаба Словакии Ľubomír Bulík сообщил о намерении сократить численность словацкого контингента KFOR со 140 военнослужащих до 20 военнослужащих к концу 2010 года.
6 марта 2010 года в результате столкновения автомашины словацкого контингента с автомобилем "Nissan Primera" были травмированы 4 военнослужащих Словакии (они были отправлены на лечение в немецкий военный госпиталь). Оба находившихся в "ниссане" местных жителя погибли.
29 сентября 2010 года правительство Словакии приняло решение о прекращении участия в операции и возвращении войск в Словакию (в это время в Косово находились 140 военнослужащих Словакии). В дальнейшем, деятельность контингента была прекращена, началась подготовка к вывозу имущества и техники с военной базы (по предварительной оценке, на возвращение войск и имущества требовалось затратить 1,5 млн. евро). 26 октября 2010 года парламент Словакии одобрил прекращение участия в операции. 30 октября 2010 года последний военнослужащий вернулся в Словакию и участие страны в операции прекратилось.

## Результаты
Потери словацкого контингента в ходе участия в операции составили не менее 42 военнослужащих погибшими и не менее 5 ранеными и травмированными.
В перечисленные выше потери не включены финансовые расходы на участие в операции, потерях в технике, вооружении и ином военном имуществе.